# コード生成
コード生成（英: Code Generation）とは、コンパイルの最終段階であり、ソースコードの意味が実現された目的コードを生成する過程である。「何らかの目的コード」が具体的には、機械語である場合もあれば、アセンブリ言語である場合もあれば、バイトコードや、場合によっては「ソースコード側が比較すれば高水準であるのに対して低水準な側であると言える言語（例えばC言語など）」ということもある。同程度の水準の言語間の変換を指すトランスパイルなどという語も近年はできた。